# Свети Николай (Баница)
„Свети Николай“ (на гръцки: Ιερός Ναός Αγίου Νικολάου) е късносредновековна православна църква в леринското село Баница (Веви), Гърция, част от Леринската, Преспанска и Еордейска епархия на Вселенската патриаршия, под управлението на Църквата на Гърция.
Църквата е построена и изписана в 1460 година. Тя е гробищен храм на селото. В 1969 година е обявена за защитен паметник.